# Picada d'insecte
Les picades d'insectes es produeixen quan un insecte s'agita i intenta defensar-se mitjançant els seus mecanismes naturals de defensa, o quan un insecte busca alimentar-se de la persona picada (xuclant la sang). Alguns insectes injecten àcid fòrmic, que pot provocar una reacció immediata de la pell, que sovint provoca enrogiment i inflor a la zona lesionada. Les picades de formigues de foc, abelles i vespes solen ser doloroses i poden estimular una reacció al·lèrgica perillosa anomenada anafilaxi per a pacients de risc, i algunes vespes i els tàvecs també poden tenir una mossegada potent juntament amb la picada. És més probable que les picades de mosquits i puces causin picor més que no pas dolor. Els insectes hematòfags poden actuar de vectors de malalties.
La reacció de la pell a les picades d'insectes sol durar uns quants dies. No obstant això, en alguns casos, la reacció local pot durar fins a dos anys. Aquestes picades de vegades es diagnostiquen erròniament com a altres tipus de lesions benignes o canceroses.